# John James (Schauspieler)
John James (* 18. April 1956 in Minneapolis, Minnesota als John James Anderson) ist ein US-amerikanischer Schauspieler. Er wurde 1981 als Jeff Colby in der Seifenoper Der Denver-Clan bekannt.

## Leben
John James begann seine Filmkarriere in den späten 1970er-Jahren mit Auftritten in Seifenopern und Serien. Er wurde Anfang der 1980er-Jahre für die Rolle des Steven Carrington in der neuen Serie Der Denver-Clan (Dynasty) vorgeschlagen. Die Produzenten vergaben die Rolle an Al Corley, aber sie schufen für James die neue Rolle des Jeff Colby. Obwohl nur als Nebenrolle angelegt, überzeugte John James, so dass die Rolle des Jeff einen immer breiteren Rahmen erhielt.
1985 beschloss der Produzent Aaron Spelling, einen Ableger seiner Erfolgsserie zu drehen: Im Mittelpunkt  des Ablegers Das Imperium – Die Colbys stand Jeffs Familie, die Colbys aus Kalifornien. Neben John James wurden hierfür Weltstars wie Charlton Heston, Katharine Ross und Barbara Stanwyck engagiert. Trotz intensiver Werbung wurde Die Colbys 1987 nach nur zwei Jahren eingestellt. John James durfte mit seiner Rolle in den Denver-Clan zurückkehren, bis die Glamoursoap schließlich 1989 eingestellt wurde. Im Abschlussfilm Denver – Die Entscheidung von 1991 spielte James ein letztes Mal die Rolle des Jeff Colby.
Daneben spielte im Laufe seiner Karriere Gastrollen in Serien wie Love Boat und Ein Hauch von Himmel. Von 2003 bis 2008 übernahm er dann eine wiederkehrende Rolle in der Seifenoper Jung und Leidenschaftlich – Wie das Leben so spielt. Zwischen 2006 und 2007 spielte er eine Nebenrolle in der Konkurrenzserie All My Children. In den 2010er- und 2020er-Jahren sah man ihn bislang sporadisch in Fernsehfilmen oder B-Movies, in letzterem Bereich verkörperte er Joe Biden in dem Film My Son Hunter von 2022.
Trotz des großen Ruhms, den er durch die Serie Der Denver-Clan erlangte, verweigerte James 2006 die Teilnahme an der Denver-Clan Reunion Show: Catfights and Caviar, zu der viele der damaligen Darsteller zusammenkamen, um das 25-jährige Jubiläum der Serie zu feiern und in Erinnerungen zu schwelgen. Allerdings hatte er zuvor in anderen Fernsehsendungen über seine Zeit innerhalb der Serie erzählt. So 2001 in E! True Hollywood Story: Dynasty oder 2002 in After They Were Famous: After Dynasty.
1985 nahm er außerdem die Single Painted Dreams auf, die Platz 60 in den deutschen Charts erreichte. Produziert wurde er von der Schlagersängerin Heidi Brühl, die dann auch noch eine Duett-Single namens This Time mit ihm einspielte. Seine Tochter, Laura James, nahm 2012 an der Model-Castingshow America’s Next Top Model teil und wurde Siegerin.

## Filmografie (Auswahl)
- 1977: Henderson (Fernsehserie, 6 Folgen)
- 1981–1985, 1987–1989: Der Denver-Clan (Dynasty, Fernsehserie, 171 Folgen)
- 1982: Fantasy Island (Fernsehserie, Folge 5x21)
- 1982: Love Boat (The Love Boat, Fernsehserie, 4 Folgen)
- 1984: Die Stimme des Herzens (He's Not Your Son, Fernsehfilm)
- 1985–1987: Das Imperium – Die Colbys (The Colbys, Fernsehserie, 49 Folgen)
- 1987: Im Spiegel lauert der Tod (Haunted by Her Past, Fernsehfilm)
- 1991: Perry Mason und die skrupellose Sensationsreporterin (Perry Mason: The Case of the Ruthless Reporter, Fernsehfilm)
- 1991: Denver – Die Entscheidung (Dynasty: The Reunion, Fernseh-Zweiteiler)
- 1992: Scheidung auf Raten (Partners ’n Love, Fernsehfilm)
- 1998: Ein Hauch von Himmel (Touched by an Angel, Fernsehserie, Folge 5x03)
- 2000: Icebreaker
- 2000: Dirty Money – In tödlicher Gefahr (Dirty Money)
- 2001: Wenn die Welt untergeht – Das Wetter-Inferno (Lightning: Fire from the Sky, Fernsehfilm)
- 2003–2008: Jung und Leidenschaftlich – Wie das Leben so spielt (As the World Turns, Fernseh-Seifenoper, mind. 15 Folgen)
- 2006–2007: All My Children (Fernseh-Seifenoper, mind. 34 Folgen)
- 2007: Illegal Aliens
- 2018: Christmas Camp (Fernsehfilm)
- 2020: Axcellerator
- 2021: Christmas in Tune (Fernsehfilm)
- 2022: My Son Hunter
- 2024: Atatürk 1881–1919 (Miniserie, Folge 1x02)